# Penthouse (magazine)
 (juillet 2013).
Si vous disposez d'ouvrages ou d'articles de référence ou si vous connaissez des sites web de qualité traitant du thème abordé ici, merci de compléter l'article en donnant les références utiles à sa vérifiabilité et en les liant à la section « Notes et références ».
Pour les articles homonymes, voir Penthouse.
Penthouse est un magazine pour hommes fondé par Bob Guccione, combinant des articles sur la vie urbaine et des images pornographiques soft, qui a évolué depuis les années 1990 vers un registre plus hard. Alors que Guccione était américain, le magazine fut publié d'abord au Royaume-Uni en 1965, avant de paraître aussi aux États-Unis.

## Historique
Pendant de nombreuses années, Penthouse se situa entre Playboy et Hustler en termes de contenu sexuel explicite. Presque dès le premier numéro, les images publiées montraient des sexes féminins et la toison pubienne, alors que ceci était considéré comme obscène : ce fut le début des « Guerres pubiennes ». Ensuite apparurent les rapports sexuels simulés, sans pénétration ni verge visible. Quelques années plus tard, les pénis en érection firent leur apparition. Par ailleurs, Penthouse essaya de maintenir la qualité des articles, bien que sur des thèmes plus sexuels que ceux publiés par Playboy.
Le numéro le plus célèbre de la revue est sans doute celui de septembre 1984, qui contient des photos de Vanessa Williams, alors Miss America, provenant de sa carrière antérieure de modèle. Williams avait, avec une autre femme, posé pour une série de photos en noir et blanc montrant des actes de lesbianisme simulés. Alors que les images de Williams firent beaucoup d'effet sur le moment, le numéro sera aussi connu plus tard pour la page centrale consacrée à Traci Lords. Lords a posé nue dans ce numéro au début de sa carrière d'actrice pornographique. Il sera révélé plus tard qu'elle avait seulement 15 ans au moment de la prise de vue et n'était pas majeure durant la majeure partie de sa carrière. Il en résulte que la possession du numéro avec sa page centrale intacte est illégale aux États-Unis.
En 2018, WGCZ (XVidéos, XNXX, Private, etc.), dirigée par Stéphane Pacaud, rachète Penthouse.

## Penthouse Pets

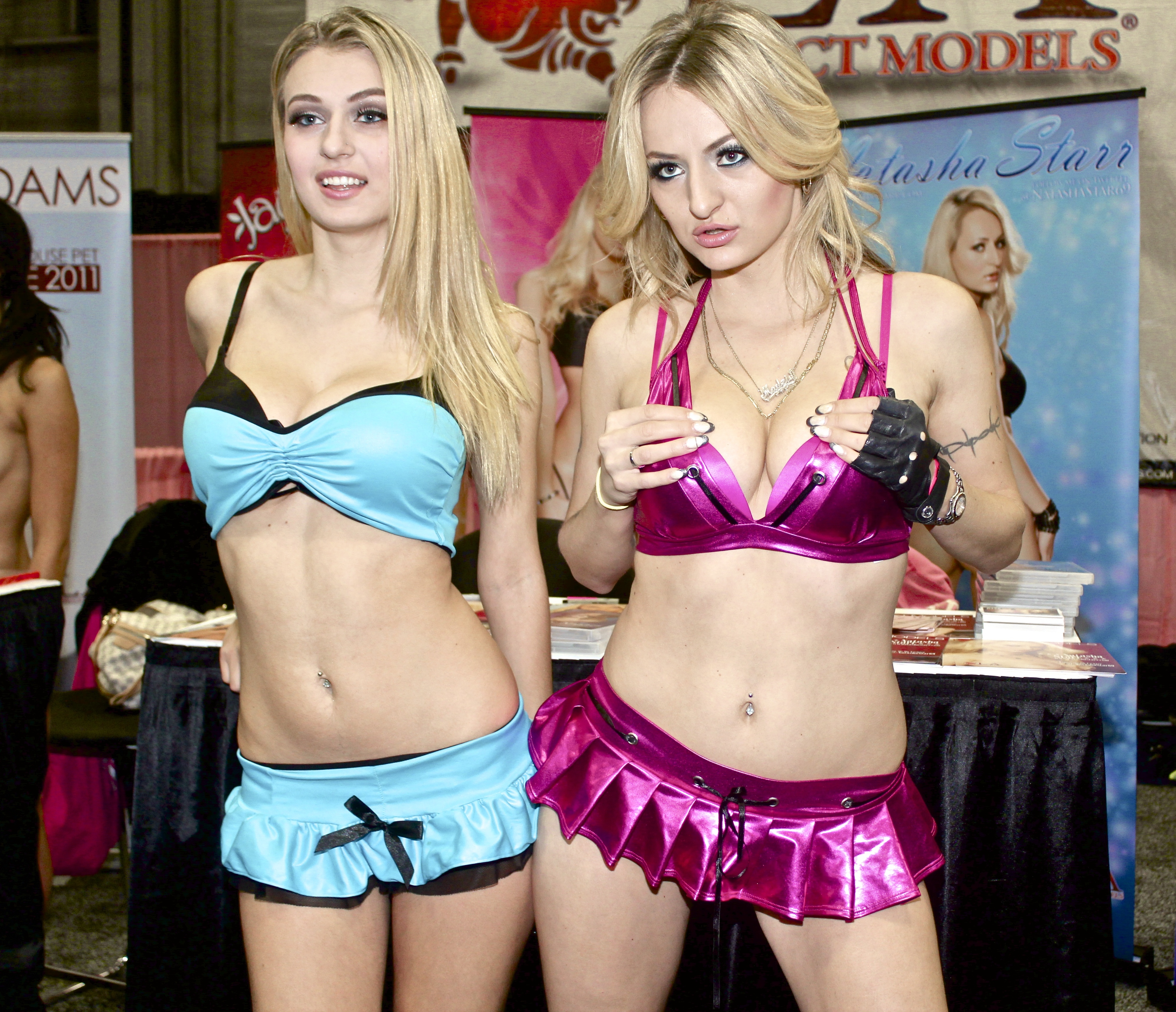
Natalia Starr (à gauche) et sa sœur Natasha (à droite), POTM respectivement en juillet et août 2013 (photo de 2012).

C'est le mannequin de charme élu plus jolie fille par le magazine depuis septembre 1969. On distingue « Pet of the Month », le plus beau mannequin de charme du mois, et « Pet of the Year », le plus beau mannequin de charme de l'année.

## Éditions nationales dePenthouse magazine
- américaine ;
- française ;
- australienne ;
- allemande ;
- grecque ;
- hongroise ;
- néo-zélandaise ;
- russe ;
- espagnole ;
- thaïlandaise ;
- ukrainienne ;
- britannique.

### Édition française
Une édition française de Penthouse a été publiée en France et dans quelques pays francophones entre 1985 et 2000.
Une deuxième édition française a été publiée au début des années 2000.

## Filmographie
Penthouse a longtemps été impliqué dans le financement de films, aidant à investir dans des films réalisés par d'autres studios, notamment Chinatown (1974), Plein la gueule (1974) et Le Jour du fléau (1975), puis le magazine a co-produit avec la maison de production italienne Felix Cinematographica la superproduction Caligula (1979) de Tinto Brass, dans lequel jouent plusieurs mannequins Penthouse Pets.